# Plagiomima alternata
Plagiomima alternata là một loài ruồi trong họ Tachinidae.